# Behzad Nabavi

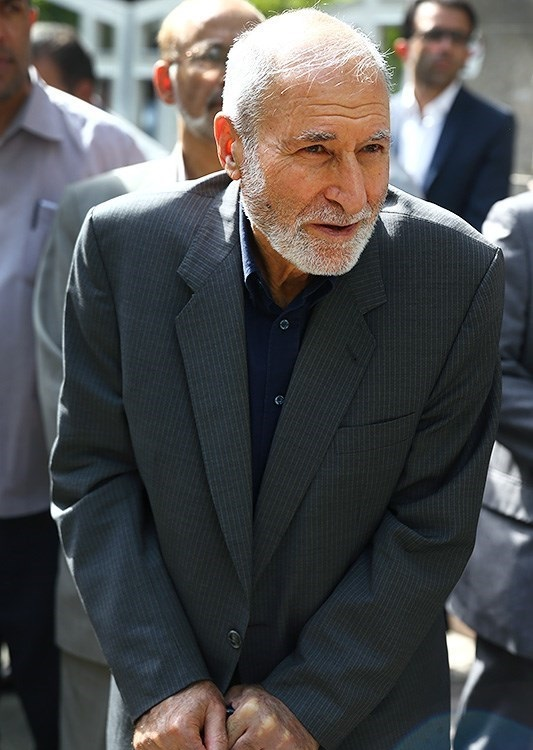
Behzad Nabavi (2016)

Behzad Nabavi (persisch بهزاد نبوی Behsad Nabawi; * 1941) ist ein iranischer Politiker. Er war Mitbegründer der reformorientierten Partei Organisation der Mudschahedin der Islamischen Revolution und zeitweise auch stellvertretender Parlamentspräsident.

## Werdegang
Nabavi begann seinen politischen Werdegang im Untergrund gegen die Pahlavi-Dynastie kämpfend, wofür er ab 1972 einige Zeit in Haft verbringen musste. Während der Islamischen Revolution wurde er Mitbegründer der Komitees der Islamischen Revolution, die massiv gegen Oppositionelle vorgingen. Ebenso gründete er das spätere Ministerium für Nachrichtenwesen und Sicherheit.
Nach der länger anhaltenden Besetzung der US-amerikanischen Botschaft von Teheran fungierte er als Chefunterhändler bei den Gesprächen mit den USA zur Freilassung der Geiseln.
Nabavi ist darüber hinaus Mitglied des Zentralkomitees der Islamischen Revolution. Nabavi ist in mehreren staatlichen Erdöl-Unternehmen und Vorstandsvorsitzender der Petro Pars.
Als Parlamentsmitglied gilt Nabavi als einer der größten Kritiker des Wächterrates.